# زلباخ
زلباخ (به آلمانی: Selbach) یک شهر در آلمان است که در راینلاند-فالتس واقع شده‌است.

## خصوصیات
زلباخ ۸۵۱ نفر جمعیت دارد.